# КК Стал Остров Вјелкополски
КК Стал Остров Вјелкополски (пољ. Stal Ostrów Wielkopolski) је пољски кошаркашки клуб из Острова Вјелкополског. У сезони 2017/18. такмичи се у Првој лиги Пољске.

## Историја
Клуб је основан 1947. године. У сезони 2017/18. стигао је до финала националног првенства.

## Успеси

### Национални
- Првенство Пољске:
  - Вицепрвак (1): 2018.
- Куп Пољске:
  - Победник (1): 2019.

## Познатији играчи
- Никола Марковић
- Ајзеа Морис
- Саша Стефановић
- Зоран Сретеновић
- Реџи Фриман

## Познатији тренери
- Зоран Сретеновић